# Chilonopsis nonpareil
Chilonopsis nonpareil је пуж из реда Stylommatophora и фамилије Subulinidae.

## Угроженост
Ова врста је наведена као изумрла, што значи да нису познати живи примерци.

## Распрострањење
Ареал врсте је био ограничен на Свету Јелену.